# Protelsonia bureschi
Protelsonia bureschi is een pissebed uit de familie Stenasellidae. De wetenschappelijke naam van de soort is voor het eerst geldig gepubliceerd in 1950 door Racovitza.